# Parafia św. Mikołaja w Brzegu
Parafia św. Mikołaja – rzymskokatolicka parafia w Brzegu. Parafia należy do dekanatu Brzeg południe w archidiecezji wrocławskiej.

## Historia parafii
Powstanie parafii po II wojnie światowej przy kościele św. Mikołaja w Brzegu planowano na 1967 rok. 8 października 1967 odprawiono w nim pierwszą od 443 lat mszę katolicką (w latach 1525–1945 był to kościół luterański). Ostatecznie nowa jednostka administracji kościelnej, staraniem ks. Kazimierza Makarskiego, proboszcza parafii Podwyższenia Krzyża Św. w Brzegu, została erygowana 1 stycznia 1970. Pierwszym administratorem, a później proboszczem, został ks. Zbigniew Bąkowski. Od 1992 do 2025 funkcję tę pełnił ks. Zdzisław Pyszka. Od 2025 administratorem parafii jest ks. Adam Czternastek. 
W 1992 roku ze znacznej części parafii św. Mikołaja została wydzielona nowa parafia Miłosierdzia Bożego, której proboszczem został ks. Zbigniew Bąkowski.

## Liczba parafian
Parafię zamieszkuje ok. 13 570 katolików.

## Inne kościoły i kaplice
- Kościół Zmartwychwstania Pańskiego w Brzegu – kościół filialny,
- Kościół Świętych Apostołów Piotra i Pawła w Brzegu – pozostający w złym stanie technicznym, od lat jest zamknięty i od 1494 nie odbywają się w nim żadne wydarzenia o charakterze religijnym[potrzebny przypis],
- Kaplica szpitalna Najświętszego Serca Pana Jezusa,
- Kaplica św. Maksymiliana Marii Kolbego w Zakładzie Karnym, poświęcona w 2006[potrzebny przypis].

### Cmentarze
- Cmentarz parafialny w Brzegu (obecnie zamknięty)[3].

## Parafialne księgi metrykalne
| Księgi metrykalne | Okres ewidencji |
| ----------------- | --------------- |
| chrztów           | 1970 –          |
| ślubów            | 1970 –          |
| zgonów            | 1970 –          |

## Grupy parafialne
- Żywy Różaniec,
- Arcybraterstwo Straży Honorowej,
- Wspólnota Krwi Chrystusa,
- Wspólnota „Wiara i światło”,
- Akcja Katolicka,
- Franciszkański Zakon Świeckich,
- Wspólnota Modlitewna Młodzieży,
- Eucharystyczny Ruch Młodych,
- Muzyczna Grupa Młodzieżowa „Terrus”,
- Lektorzy,
- Ministranci,
- Stowarzyszenie Dzieci i Młodzieży Maryjnej[5].